# Ivy (banda)
Ivy és una banda de música pop independent de Nova York fundada en 1988, composta per Adam Schlesinger (vocal i guitarra), la cantant d'origen francès Dominique Durand (veu) i Andy Chase (bateria).
Ivy és un d'aquests grups que «endolceixen» amb les seves melodies Indie pop i posteriorment Electropop amb cançons positives, adornades amb guitarres i teclats delicats juntament amb la dolça tècnica vocal de la seva cantant femenina Dominique Durand.

## Influències
Els membres de Ivy citen a The Go-Betweens, Burt Bacharach, Jobim, Orange Juice, The Smiths, Velvet Underground & Nico, The Beatles i Françoise Hardy com les seves influències musicals, així com altres artistes versionats en l'àlbum Guestroom.
La tècnica vocal de Dominique Durand i la seva pronunciació parisenca és sovint comparada amb articles musicals amb la vocalista francesa Lætitia Sadier de Stereolab.

## Discografia

### Àlbums
- Realistic (1995, Seed)
- Apartment Life (1997, Atlantic)
- Long Distance (2001, Nettwerk)
- Guestroom (2002, Minty Fresh)
- In the Clear (2005, Nettwerk)
- All Hours (2011, Nettwerk)

### EP i senzills
- Lately (1994, Seed)
- I Hate December (1995, Scratchie)
- Edge of the Ocean (2001, Nettwerk)
- Distant Lights (2011, Nettwerk)
- Fascinated (2011, Nettwerk)